# Erythranthe guttata
Espèce
Erythranthe guttata (basionyme Mimulus guttatus), le Mimule tacheté, Mimule jaune ou Mimule ponctué,  est une espèce de plantes à fleurs de la famille des Phrymaceae, poussant dans les bordures de cours d'eau et des zones humides, originaire d'Amérique du Nord, à fleurs jaunes, plus ou moins tachetées de rouge ou brun.

## Description

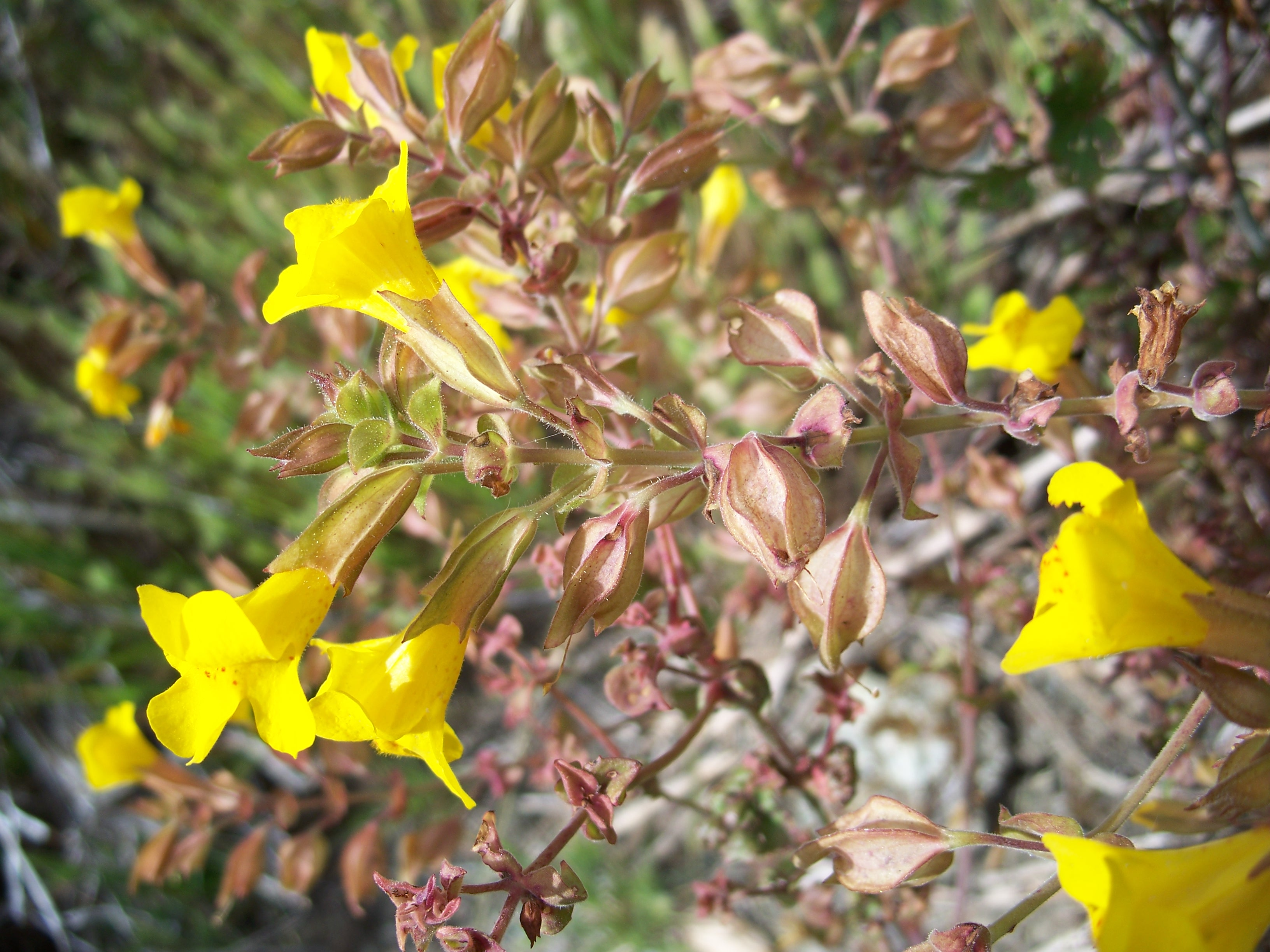
Cette plante appelée Common Large Monkey-flower en Amérique du Nord est longtemps restée très rare en Europe où elle a été introduite.

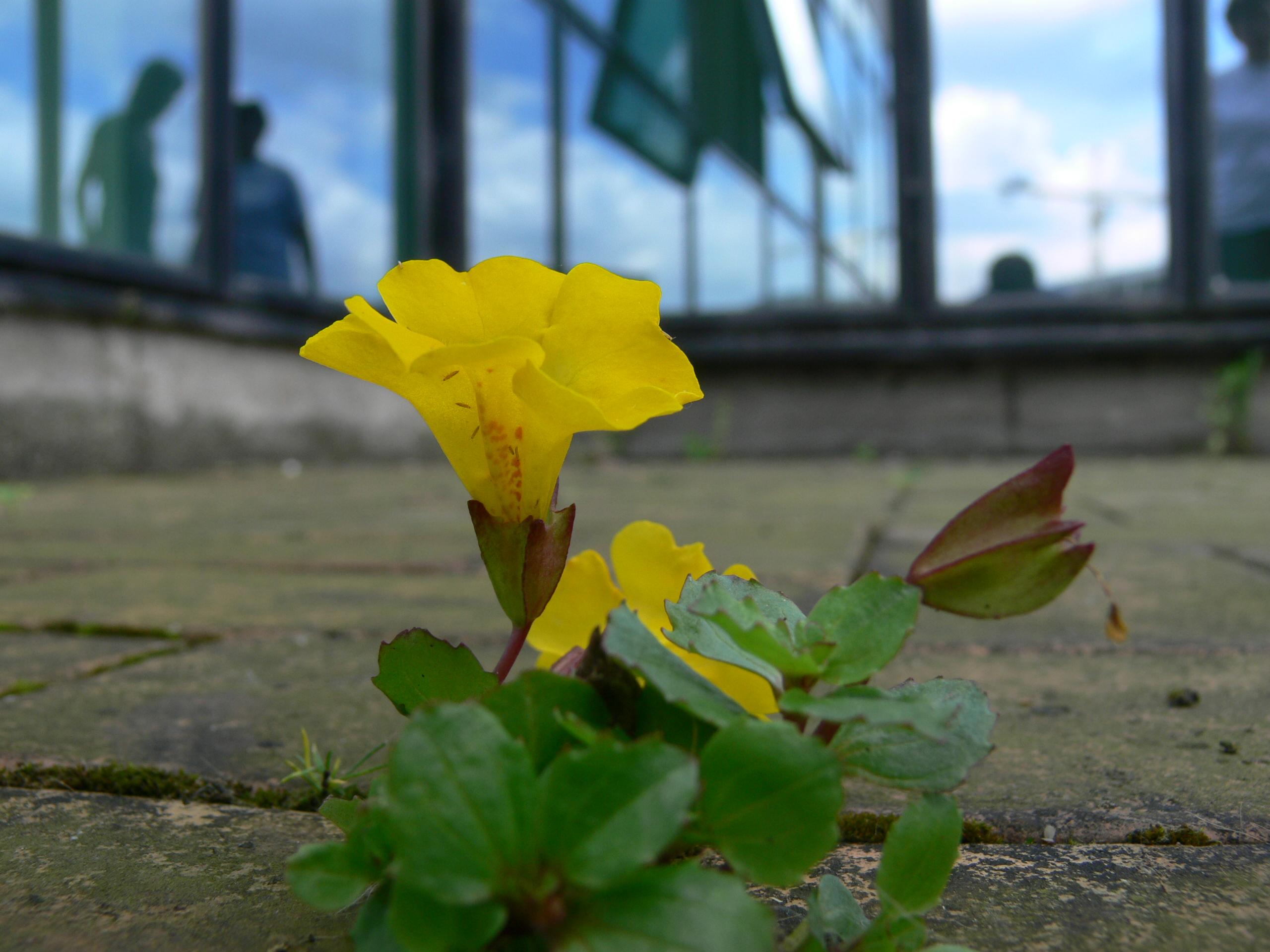
Erythranthe guttata s'étend discrètement en Europe et en France. Cet exemplaire a été photographié à Lille (Nord de la France) sur une terrasse couverte d'un pavage autobloquant, à côté des voies ferrées de la gare de Lille-Flandre, dans un contexte habituellement déshydratant, mais en juillet 2007 (été exceptionnellement pluvieux dans cette région). Elle n'a produit que quelques fleurs, durant 3 jours.

C'est une plante annuelle à courte durée de vie et floraison assez brève, au port semi-érigé. Elle atteint 80 centimètres de haut dans les lieux humides et ensoleillés, mais elle peut fleurir à quelques centimètres du sol quand l'effet-miroir de l'eau, ou l'eau elle-même manque.
Introduite en Europe au XIXe siècle ou au début du XXe siècle, elle s'y est localement acclimatée, sur le bord de rivières, canaux… Ses populations réduites ne permettent cependant pas de la classer comme invasive.

## Répartition
L'espèce est endémique de la moitié ouest de l'Amérique du Nord mais a été introduite en Europe et en Australie.

## Usages
Elle a eu dès le XIXe siècle un usage décoratif dans les jardins nord-américains avant d'être exportée vers l'Europe.

Elle semble avoir eu des usages médicinaux pour les Amérindiens.

## Systématique
Le nom scientifique complet (avec auteur) de ce taxon est Erythranthe guttata (DC.) G.L.Nesom.
L'espèce a été initialement classée dans le genre Mimulus sous le basionyme Mimulus guttatus Fisch. ex DC..
Ce taxon porte en français les noms vernaculaires ou normalisés suivants : mimule tacheté,, mimule jaune, mimule ponctué, mimule tachetée.
Erythranthe guttata a pour synonymes :
- Mimulus clementinus Greene
- Mimulus duplex Wettst.
- Mimulus equinus Greene
- Mimulus glabratus var. adscendens A.Gray
- Mimulus glabratus var. ascendens A.Gray
- Mimulus grandiflorus J.T.Howell
- Mimulus guttatus Fisch. ex DC.
- Mimulus guttatus subsp. guttatus
- Mimulus guttatus subsp. haidensis Calder & Roy L.Taylor
- Mimulus guttatus subsp. typicus Pennell
- Mimulus guttatus var. gracilior H.St.John
- Mimulus guttatus var. guttatus
- Mimulus guttatus var. laxus (Pennell) M.Peck
- Mimulus guttatus var. lyratus (Benth.) Pennell
- Mimulus guttatus var. puberulus (Greene ex Rydb.) A.L.Grant
- Mimulus hirsutus J.T.Howell
- Mimulus langsdorffii Donn
- Mimulus langsdorffii Donn ex Greene
- Mimulus langsdorffii Donn.Sm.
- Mimulus langsdorffii Donn.Sm. ex Sims